# Boris de Tannenberg
Boris de Tannenberg (* 28. März 1864 in Moskau; † 1914 in Paris) war ein französischer Erzieher, Romanist und Hispanist russischer Abstammung.

## Leben und Werk
Tannenberg, der seine Kindheit in Royat verbrachte, hatte im Lycée Louis-le-Grand in Paris Adolphe Hatzfeld zum Lehrer. Als Privatlehrer unterrichtete er u. a. Edmond Rostand. Als Leiter der École de Passy betätigte er sich wissenschaftlich in der hispanistischen Literaturwissenschaft und war Mitarbeiter des Bulletin hispanique, dessen Direktor Alfred Morel-Fatio ihm einen Nachruf schrieb.

Tannenberg gehörte zu den treuesten Freunden des kolumbianischen Philologen Rufino José Cuervo, über den er im Bulletin hispanique schrieb (3, 1901, S. 107–112 und 13, 1911, S. 479–488).

## Werke
- La Poésie castillane contemporaine (Espagne et Amérique), Paris 1889
- Un dramaturge espagnol, M. Tamayo y Baus, Paris 1898
- L’Espagne littéraire. Portraits d’hier et d’aujourd’hui, Paris 1903
- Silhouettes contemporaines, Bordeaux 1903